# Acmocera bialbofasciata
Acmocera bialbofasciata är en skalbaggsart som beskrevs av Stefan von Breuning 1976. Acmocera bialbofasciata ingår i släktet Acmocera och familjen långhorningar. Inga underarter finns listade i Catalogue of Life.